# 김정변지
김정변지(KIM Jeong-Byeon-Ji 1989년~)는 대한민국의 애니메이션 감독이다. 한국영화아카데미 30기(2013) 졸업하였다.

## 작품

### 영화
- 《낮꿈 DayDream》(2010)- 감독, 각본
- 《자매의 가족 Pee》(2014)- 감독, 각본
- 《서울역 Seoul Station》(2016) 감독 연상호- 제작 프로듀서
- 《카이 : 거울 호수의 전설 Kai》(2016) 감독 이성강- 제작 프로듀서
- 《하나 그리고 하나 Hana Meets Hana》(2023)- 감독, 각본

## 수상 내역
- 2023년 제20회 샌디에이고국제어린이영화제(USA) 애니메이션 최우수 감독상
- 2023년 제35회 지로나영화제(ESP) 심사위원 특별언급
- 2023년 제16회 로스앤젤레스애니메이션페스티벌(USA)  작품상 (FILMFEST Award for Excellence),  작품상 (Best Student Character based - Toon Boom Award 부문)
- 2024년 제10회 스마일국제어린이청소년영화제(IND) Good Cinema of Young Judy